# Preixan
Preixan település Franciaországban, Aude megyében. Lakosainak száma 637 fő (2022. január 1.). Preixan Couffoulens, Montclar, Rouffiac-d’Aude és Roullens községekkel határos.

## Népesség
A település népessége az elmúlt években az alábbi módon változott:
| Lakosok száma | 403  | 365  | 431  | 506  | 599  | 610  | 619  | 623  | 625  | 637  |
|               | 1968 | 1982 | 1990 | 2006 | 2013 | 2015 | 2017 | 2019 | 2020 | 2022 |